# Bunari i lokva na Svrnogi
Bunari i lokva na Svrnogi nalazi se u selu Korušcu, općina Klis.

## Zaštita
Nastali su u 18. stoljeću. Pod oznakom P-5646 zavedeni su kao nepokretno kulturno dobro - pojedinačno, pravna statusa preventivno zaštićena kulturnog dobra, klasificirano kao "ostalo".